# Calyptocephalella gayi
Calyptocephalella gayi е вид жаба от семейство Calyptocephalellidae. Видът е уязвим и сериозно застрашен от изчезване.

## Разпространение
Разпространен е в Чили.

## Описание
Популацията на вида е намаляваща.